# Too Fast for Love (roman)
Too Fast for Love är en självbiografisk roman och reseskildring av Jonas Inde skriven 2004 med serietecknaren Martin Kellerman som illustratör.
Boken utspelar sig under en roadtrip genom USA där Jonas Inde försöker komma till rätta med en ångest som han kallar "skamcancern" eller "apan". Denns ångest verkar endast lätta under kortare stunder eller med hjälp av antidepressiva läkemedel.
Too Fast for Love har drag av en modern "På drift" av Jack Kerouac, skildrar Jonas Indes historia och tankespel, berättar om hans vänskap med Martin Kellerman och berättar om "Flickan" som vägrar släppa taget om Indes sårbara inre.